# Platero e Eu
Platero y yo (Platero e eu em Portugal) é uma narrativa de Juan Ramón Jiménez que recria poeticamente a vida e morte de um animal de estimação, o burro Platero. É muito célebre o primeiro parágrafo:

```
Platero é pequeno, peludo, suave, tão macio por fora, que se diria todo de algodão.
```

## História da publicação
A primeira edição foi publicada em 1914 (Ediciones de la lectura), e em 1917 a edição completa, composta por 138 capítulos (Editorial Calleja, Madrid). Ficava claro que Platero era um texto para adultos, ainda que por sua singeleza e transparência se adequasse perfeitamente à imaginação e ao gosto das crianças. Alguns capítulos apresentavam uma verdadeira crítica social, revelando uma dimensão do autor que muitos demoraram a perceber. O próprio Juan Ramón Jiménez, num «prologuillo» à edição explicava: «Eu nunca escrevi nem escreverei nada para crianças, porque acho que a criança pode ler os livros que lê o homem, com determinadas excepções que a todos se lhe ocorrem».
O poeta tinha a intenção de aumentar o texto até os 190 capítulos; de facto, existem três adicionais, escritos na década de 1920. Juan Ramón Jiménez planeou também uma segunda parte, denominada Outra vida de Platero, da que inclusive esboçou alguns títulos. Um projecto que, como a ideia de publicar Platero e eu em cadernos soltos, não chegaria nunca a ver a luz.

## Centenário
Devido ao centenário de sua publicação, a Fundação Juan Ramón Jiménez editou uma edição especial para distribuir de forma gratuita entre todos os cidadãos que vão à Fundação Zenobia, em Moguer, Huelva, o lugar de nascimento do poeta.

## Importância
Um dos adultos seduzidos por Platero e Eu é José Saramago. Na sua obra A Jangada de Pedra aparece em vários momentos
um burro Platero, homenagem clara e rotunda ao livro e ao autor espanhol que morreu no exílio.